# Drie koninkrijken van Korea
Met de drie koninkrijken van Korea worden de koninkrijken van Koguryo, Paekche en Silla bedoeld, die tussen de 1e eeuw v.Chr. en de 7e eeuw het Koreaanse schiereiland en Mantsjoerije grotendeels beheersten. Voor en tijdens deze periode bestonden ook andere kleine koninkrijken en stamverbanden, waaronder Gaya, Dongye, Okjeo, Buyeo, Usan, Tamna.
Als begin van de periode van de drie koninkrijken wordt doorgaans 57 v.Chr. aangehouden. In dat jaar werd het koninkrijk Saro (later Silla), dat in het zuidoosten van de schiereiland lag, onafhankelijk van de Chinese Han-dynastie. Koguryo, dat in het noorden lag, ten zuiden van de Yalu, werd in 37 v.Chr. onafhankelijk van de Chinezen. In 18 v.Chr. ontvluchtten twee prinsen van Koguryo een conflict over de troonopvolging. In het zuidwesten van het schiereiland stichtten ze Paekche, (tegenwoordig Seoel). De hoofdstad was Ungjin (tegenwoordig Chongju) en later Sabi (het huidige Buyeo) ten zuidwesten van Seoel.

Het koninkrijk Kaya scheidde zich in de eerste eeuw van Paekche af.
Toen aan het begin van de 3e eeuw een eind kwam aan de Chinese Han-dynastie, konden de Drie Koninkrijken zich verder ontwikkelen. Ze deelden dezelfde cultuur. Vanaf de eerste eeuw had het confucianisme zich in de hogere kringen van Korea verspreid. Later werd dit geheel vervangen door het boeddhisme als staatsgodsdienst. Op basis van het confucianisme werd een hiërarchische structuur ontwikkeld, met de koning aan het hoofd, en een systeem van wetten om het volk te besturen.
- Koguryo, het grootste rijk van de drie, had twee hoofdsteden die elkaar afwisselden: Nangnang (het huidige Pyongyang) en Kungae bij de Yalu. Aanvankelijk lag het rijk aan de oude grens met China, maar stukje bij beetje werden delen van Mantsjoerije veroverd, en in 313 verdreef Koguryo ten slotte de Chinezen uit Nangnang. De culturele invloeden van China bleven echter bestaan, tot het boeddhisme in 372 de officiële godsdienst werd.

- Paekche was in de 4e eeuw erg welvarend en beheerste vrijwel de gehele zuidelijke helft van het schiereiland. In 384 werd het boeddhisme hier de staatsgodsdienst.

- Saro werd in 503 omgedoopt in Silla. In het begin van de 4e eeuw nam het het koninkrijk Kaya op, dat zich eerder van Paekche had afgescheiden. De hoofdstad van Silla was Koemsong (tegenwoordig Gyeongju). Het boeddhisme werd er in 528 de officiële godsdienst.

## De drie koninkrijken verenigd
Omdat Paekche militair gezien het zwakste van de drie rijken was, sloot het een bondgenootschap met Silla tegen het oprukkende Koguryo. Dit bondgenootschap dreef Koguryo halverwege de 6e eeuw terug tot over de Han-rivier. Nu keerde Silla zich echter tegen Paekche. In 660 werden vijfduizend Paekche-soldaten onder generaal Kyebaek bij Hwangsan verslagen door een overmacht van Silla-troepen onder generaal Kim Yu-shin. Samen met de Chinese Tang-dynastie, veroverde Silla in 668 ook Koguryo. Zo ontstond het Verenigd Silla, waarmee een eind kwam aan de periode van de drie koninkrijken. Een deel van de bevolking vluchtte naar het noorden, en een ander deel vluchtte naar Japan en werd daar grotendeels opgenomen in de adel. Verenigd Silla was de eerste echte voorloper van het latere Korea.
De legendarische Slag bij Hwangsan is onderwerp van de historische komedie Hwangsan pol uit 2003 van de Zuid-Koreaanse filmregisseur Yi Chun-ik, in het westen bekend als Once Upon a Time in a Battlefield.
De naam "Samguk", of "Drie Rijken", is gebruikt in de Koreaanse titels van de klassieke teksten Samguk Sagi en Samguk Yusa.